# Індекс директорії вебсервера

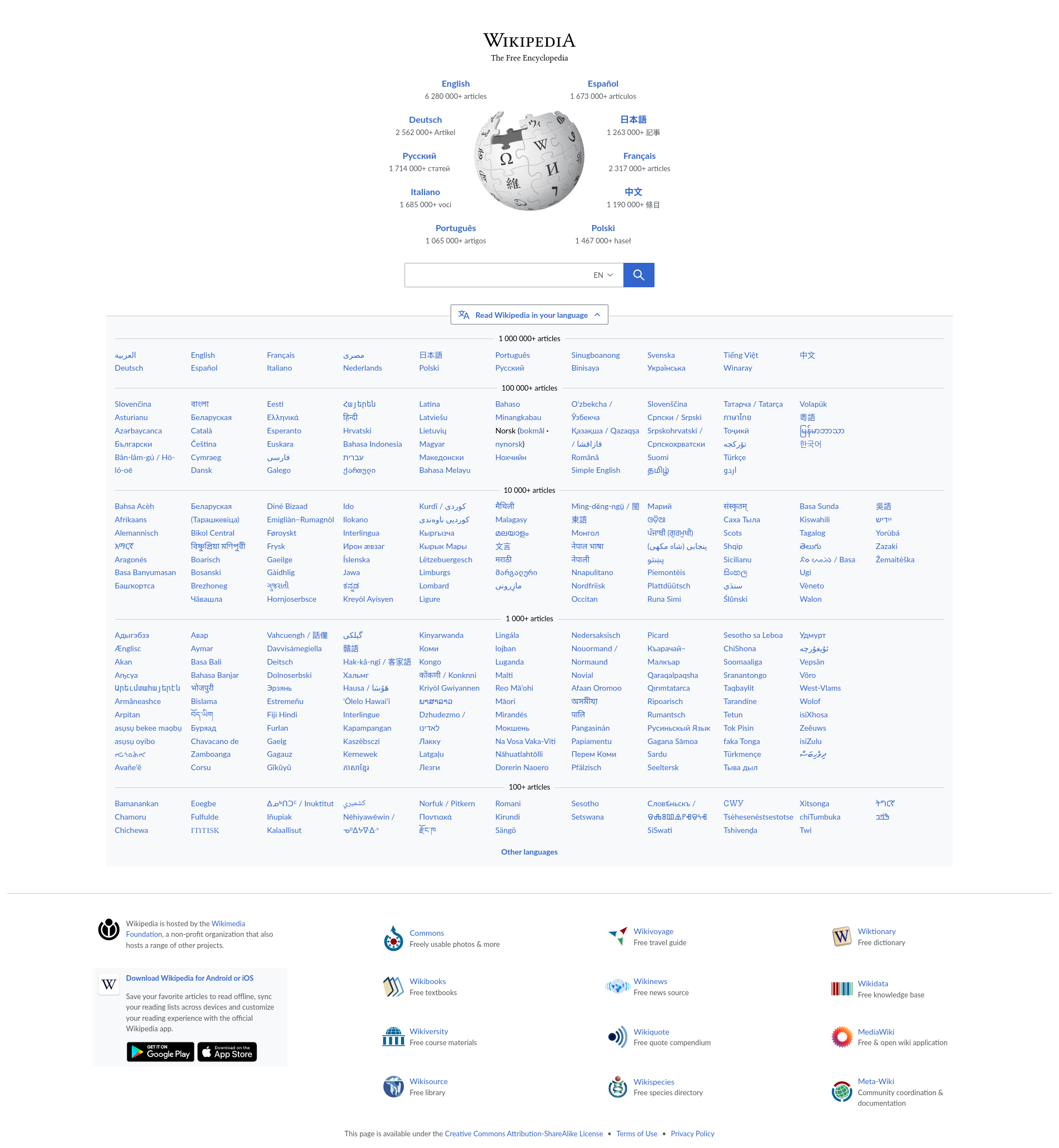
Індекс-сторінка Вікіпедії

І́ндекс директо́рії вебсе́рвера — вебсторінка, яку вебсервер зазвичай видає у відповідь на запит переліку файлів у директорії. Зазвичай це відбувається тоді, коли користувач через браузер запитує не конкретну сторінку, а набирає тільки назву домену (наприклад, www.wikipedia.org) або домен із текою (наприклад, www.wikipedia.org/img/). 
Якщо вебсервер не може відшукати жодного файлу цього типу (перелік файлів міститься в конфігурації сервера) він може у відповідь видати повідомлення 404 Not Found (Не знайдено) або згенерувати перелік файлів у директорії. 
Останній варіант зазвичай для безпеки вимикається (відповідними налаштуваннями вебсервера). У такому випадку вебсервер може повернути повідомлення 403 Index Listing Forbidden (Лістинг індексу заборонено) або сторінку передбачену для даного виду помилки.
У більшості сучасних вебсерверів (програми) є можливість керувати процесом відображення індексу, наприклад у Apache директива DirectoryIndex в основному файлі конфігурації сервера або в файл додаткової конфігурації, у цій директорії .

## Сайт
Побудова власного вебсайту майже завжди починається зі створення сторінки на кшталт index.html (налаштування за замовчуванням).
Здебільшого, власне такі сторінки називаються index.html, index.htm, index.shtml, index.php, index.cgi, index.asp, index.jsp тощо.